# George Jellicoe, 2. Earl Jellicoe

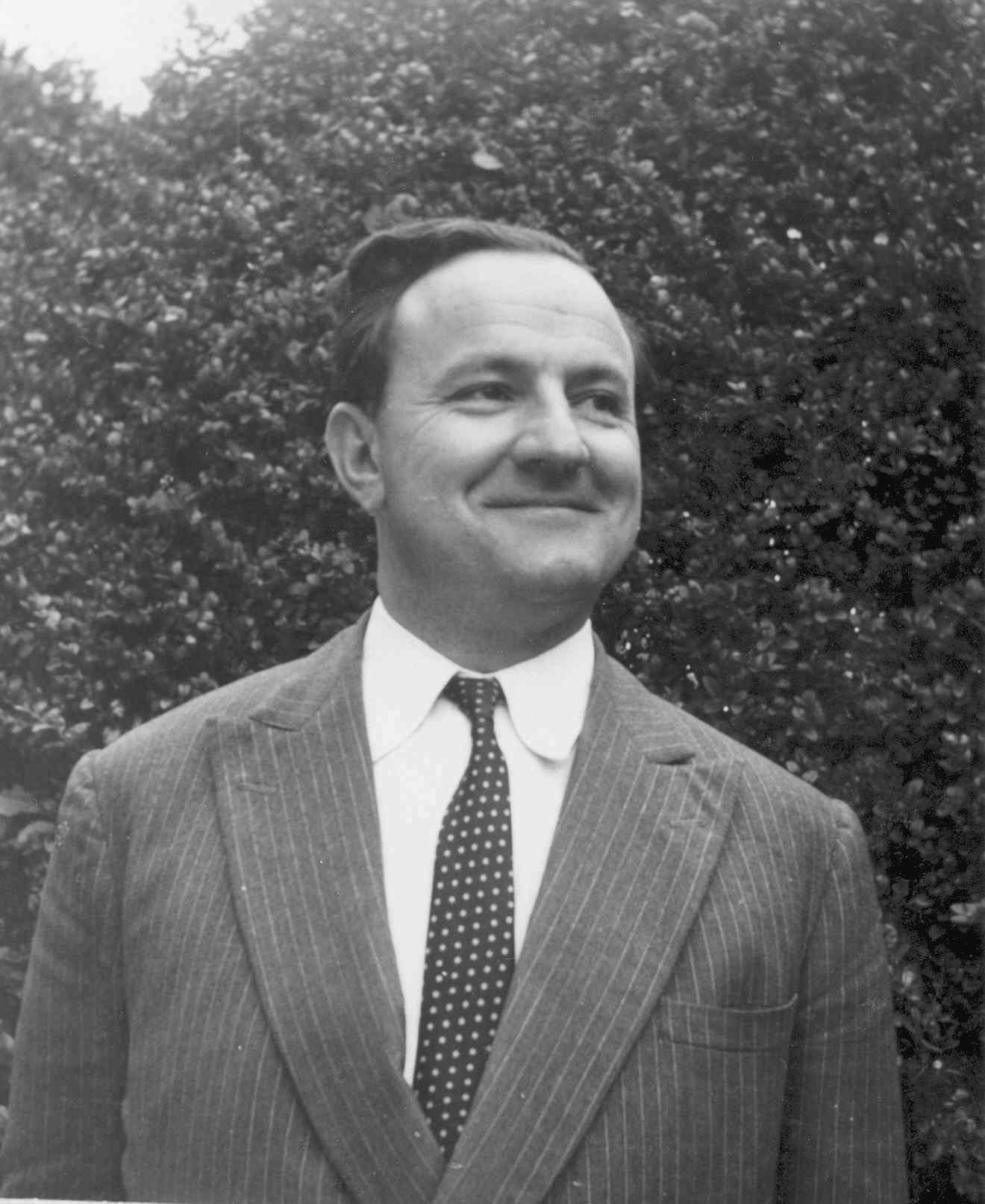
George Jellicoe, 2. Earl Jellicoe

George Patrick John Rushworth Jellicoe, 2. Earl Jellicoe, KBE, DSO, MC, PC, FRS (* 4. April 1918 in Hatfield; † 22. Februar 2007 in Tidcombe, Wiltshire) war ein britischer Politiker, Diplomat und Geschäftsmann.

## Ausbildung und Militärzeit
George Jellicoe wurde 1918 als jüngstes von sechs Kindern und einziger Sohn von Admiral John Jellicoe und seiner Frau Gwendoline, einer Tochter von Sir Charles Cayzer, geboren. Bei der Krönung von König Georg VI. im Jahre 1937 fungierte er als Page of Honour. Nach seiner Schulzeit im Winchester College und dem Besuch des Trinity College der Universität Cambridge trat er in die britische Armee ein. Anders als sein Vater, bei dessen Tod im Jahre 1935 er im Alter von 17 Jahren dessen Adelstitel als 2. Earl Jellicoe, 2. Viscount Jellicoe und 2. Viscount Brocas erbte, diente Jellicoe nicht in der Royal Navy.
Während des Zweiten Weltkriegs kämpfte er unter anderem in Nordafrika und später im Special Air Service. 1943 wurde Jellicoe zum Major befördert und befehligte die Special Boat Squadron. Nach Angriffen auf verschiedene griechische Inseln war er unter den ersten alliierten Soldaten, die in Athen einmarschierten. Für seine Leistungen während des Krieges wurde Jellicoe neben dem Distinguished Service Order und dem Military Cross wurde er als Ritter der französischen Légion d’honneur und mit dem Croix de guerre sowie mit dem griechischen Kriegskreuz ausgezeichnet. Er wurde dreimal Mentioned in Despatches und erreichte schließlich den Rang eines Lieutenant-Colonel.

## Nachkriegszeit
Nach dem Kriegsende arbeitete Jellicoe für die Relief and Rehabilitation Agency (Unrra), eine Flüchtlingskommission der Vereinten Nationen in Wien, und trat 1947 in das Foreign Office ein. Er war zunächst in den deutschen Abteilung im Ministerium eingesetzt, später in den Botschaften in Washington, Brüssel und Bagdad. Zwischenzeitlich leitete er die Abteilung für sowjetische Angelegenheiten in London. Im Jahr 1957 bereitete er über seinen Cousin Sir Nicholas Cayzer einen Wechsel in das Reedereiunternehmen der Familie mütterlicherseits vor und verließ das Foreign Office 1958.
Er leitete unter anderem die Clan Line und die Union-Castle Line. Als diese 1956 zur British & Commonwealth Shipping Company fusioniert wurden und Jellicoe nicht mit der Leitung beauftragt wurde, schied er aus der Firmenleitung aus.

## Politische Laufbahn
In der Folgezeit konzentrierte sich Jellicoe stärker auf die Politik. Aufgrund seiner ererbten Adelstitel stand ihm ein Sitz im britischen House of Lords zu, den er nach Erreichen der Volljährigkeit erstmals am 25. Juli 1939 eingenommen hatte. Erst am 28. Juli 1958 hielt er seine erste Rede im House of Lords. In den Jahren 1963/64 war er letzter Erster Lord der Admiralität unter Harold Macmillan.
Nachdem die Conservative Party am 16. Oktober 1964 die Parlamentswahlen gegen die Labour Party verloren hatte, ging Jellicoe zurück in die Wirtschaft, wo er ab 1966 Vorsitzender der British Reserve Insurance und Direktor bei Warburg und einem Teppichhersteller war. Als die Konservativen 1970 unter Edward Heath erneut die Regierung stellten, wurde Jellicoe Lordsiegelbewahrer. 1973 trat er nach einer bekannt gewordenen Affäre mit einem Callgirl zurück und widmete sich zunächst wieder privatwirtschaftlichen Tätigkeiten, darunter die als Vorsitzender von Tate & Lyle, der Davy Corporation und dem British Overseas Trade Board. Zudem saß Jellicoe im Council des King’s College London und dem Medical Research Council, war Kanzler der Southampton University, Präsident der Royal Geographical Society und Mitglied der Royal Society. Als Jellicoe mit Inkrafttreten des House of Lords Act 1999 am 11. November 1999 seinen erblichen Parlamentssitz verlor, wurde er am 17. November 1999 als Baron Jellicoe of Southampton, of Southampton in the County of Hampshire, zum Life Peer ernannt, wodurch er erneut einen Sitz im House of Lords erhielt. Bei seinem Tod am 22. Februar 2007 war Jellicoe das Mitglied mit der längsten Dienstzeit im House of Lords.

## Ehen und Nachkommen
In erster Ehe heiratete er 1944 Patricia Christine O’Kane (1917–2012). Aus dieser Ehe, die 1966 geschieden wurde, hatte er zwei Töchter und zwei Söhne, darunter sein Titelerbe Patrick Jellicoe, 3. Earl Jellicoe (* 1950).
In zweiter Ehe heiratete er 1966 Philippa Ann Dunne. Mit ihr hatte er einen Sohn und zwei Töchter.